# Князев, Александр Михайлович (музыкант)
Алекса́ндр Миха́йлович Кня́зев (род. 21 апреля 1984, Москва) — российский композитор, саунд-продюсер и вокалист. Основатель и лидер популярного проекта Triangle Sun.

## Биография
- Автор музыки для основного ролика церемонии открытия XXII Олимпийских зимних игр в Сочи[6][7][8];
- Композитор церемонии открытия Исторической сцены Большого театра России[9];
- Композитор церемонии открытия чемпионата мира по боксу в Сербии в 2021 г.[источник не указан 519 дней][значимость факта?]
- Автор музыки открытия G-Drive Арены в Омске в 2022 г.[источник не указан 519 дней][значимость факта?]
- Ведущий на радио Relax FM своей авторской программы Relax Single[10].[источник не указан 519 дней][значимость факта?]
- Автор музыки открытия большого концерта в честь Дня России на Красной Площади в 2018 году.[источник не указан 519 дней][значимость факта?]
- Автор музыки всемирной выставки EXPO 2017 в Астане.[источник не указан 519 дней][значимость факта?]
- Автор музыки бизнес-форума России АМОКОНФ 2018 и 2019.[источник не указан 519 дней][значимость факта?]
- Автор музыки юбилейного фестиваля «Алина» в 2018 году.[источник не указан 519 дней][значимость факта?]
- Академик АРМ (Академия российской музыки).[источник не указан 519 дней][значимость факта?]
- Постоянный член жюри Российской национальной музыкальной премии.[источник не указан 519 дней][значимость факта?]
- Саунд-дизайнер проектов брендов, среди которых «Билайн», «Dove», «Philips», «OBI», «Samsung» и др.[источник не указан 519 дней][значимость факта?]
- Композитор видеоаттракциона «Машина времени» в парке Зарядье.[источник не указан 519 дней][значимость факта?]
- Пишет музыку для мероприятий и телевизионных шоу таких как «Король ринга», «ТЭФИ», «Мисс Россия», Премия RU TV, в том числе и для Вооруженных Сил Российской Федерации и других.[источник не указан 519 дней][значимость факта?]
- Его музыкой в 2015 году открывался фестиваль цифрового искусства Offf Festival Moscow 2015.[источник не указан 519 дней][значимость факта?]
- Автор музыки оформления инсталляций в музее Великой Отечественной войны.[источник не указан 519 дней][значимость факта?]
- Композитор церемонии открытия Петербургского экономического форума 2016 и 2017 гг.[источник не указан 519 дней][значимость факта?]
- Автор музыки для открытия II Восточного Экономического форума в 2016 и 2017 гг.[источник не указан 519 дней][значимость факта?]

## Дискография

### Студийные альбомы
| Год выпуска | Альбом                | Лейбл                                  | Страна   |
| ----------- | --------------------- | -------------------------------------- | -------- |
| 2007        | Diamond               | Diamond records                        | Россия   |
| 2010        | Iris                  | World club music / Правительство звука | Россия   |
| 2011        | Diamond / Iris        | Tyranno                                | Германия |
| 2014        | Born in the Silence   | TSM                                    | Россия   |
| 2016        | The Red Line / single | TSM                                    | Россия   |
| 2016        | CRAVE / single        | TSM                                    | Россия   |
| 2016        | Hidden Home / single  | TSM                                    | Россия   |

### Сборники
| Год выпуска | Сборник                                | Лейбл                      | Страна   |
| ----------- | -------------------------------------- | -------------------------- | -------- |
| 2005        | Good Karma. Volume 2                   | Легкие                     | Россия   |
| 2006        | Cafe del Mar vol. 13                   | Cafe del Mar Music         | Испания  |
| 2006        | Легкие Сезоны 05                       | Легкие/Снегири             | Россия   |
| 2007        | Relax Volume 3                         | S.B.A./GALA Records        | Россия   |
| 2007        | Stavedo II                             | The Sound Of Everything    | Греция   |
| 2008        | Klassik Lounge Werk 7                  | High Music                 | Германия |
| 2008        | Wavemusic vol. 11                      | Wave Music                 | Германия |
| 2009        | Klassik Lounge Summer                  | High Music                 | Германия |
| 2009        | Relax Volume 7                         | S.B.A./GALA Records        | Россия   |
| 2010        | Huvafen Fushi Maldives by Ravin        | Avril                      | Таиланд  |
| 2010        | Chillout after midnight                | Magic records/Warner music | Польша   |
| 2010        | Diamonds & Pearls vol.4                | Tyranno records            | Германия |
| 2010        | Dubaï Eklektic                         | Avril                      | Таиланд  |
| 2010        | Erotic Lounge 9                        | Sony Music                 | Германия |
| 2011        | Bar Lounge Classic 2                   | Sony Music                 | Германия |
| 2011        | Buddha Bar vol. 13                     | Wagram / George V Records  | Франция  |
| 2011        | Luxury Session Ibiza                   | Daredo                     | Германия |
| 2011        | Ibiza Chillout Paradise                | Sony Music                 | Германия |
| 2011        | A Night @ Buddha-Bar Hotel             | Wagram / George V Records  | Франция  |
| 2012        | Public Chill                           | Wave Music                 | Германия |
| 2012        | Siddharta, Spirit of Buddha-Bar Vol. 6 | Wagram / George V Records  | Франция  |